# Pasaje Pam
El Pasaje Pan o también llamado Pam es el nombre de una pequeña y antigua galería de la ciudad de  Rosario, Provincia de Santa Fe, Argentina. Fue inaugurado en 1899, lo que lo convierte en la galería más antigua de la ciudad.
El espacio donde está ubicada la galería perteneció a "Mister Pam", un descendiente de una familia inglesa radicada en Rosario, de ahí el nombre del pasaje.
El proyecto edilicio del pasaje Pam, que  pertenece al estilo ecléctico-académico, contó de dos etapas; en el año 1899 se finalizó la primera etapa donde se construyó la salida sobre calle Santa Fe, en 1914 se finalizó la segunda etapa, terminando la salida a calle Córdoba 954.
Posee algunos detalles como el ascensor ubicado a la izquierda de la entrada por calle Córdoba que fue el tercero instalado en Rosario. Este ascensor es uno de los únicos que todavía mantiene su motor abajo, ya que actualmente se colocan en la parte superior de la misma.
Al año 2011 existen diversos locales relacionados al arte y afines, se encuentra la Asociación Rosarina de Esperanto, un taller de lutería con vista al público, aulas de cursados de diversos idiomas, talleres literarios y oficinas de profesionales.